# 25 (parowóz)
Parowóz serii 25 – to parowóz kondensacyjny o układzie osi 2'D2' używany przez South African Railways. Wykorzystywano je głównie do pokonywania ubogiego w wodę stepu Karoo.

## Budowa i zastosowanie
Parowóz serii 25 był przystosowany do poruszania się po wąskich torach (1067 mm). Kocioł opalano węglem wrzucanym półautomatycznie za pomocą stokera. Silnik parowy składał się z dwóch cylindrów i był napędzany przez parę przegrzaną. W lokomotywie znajdował się wewnętrzny obieg wody – zużytą parę odprowadzano do ogromnych kondensatorów (zlokalizowanych w tendrze kondensacyjnym), gdzie napędzała wentylatory, ulegała skropleniu i była ponownie wykorzystywana. Dzięki temu parowóz mógł przejechać bez uzupełniania zapasów wody około 1100 kilometrów.
Parowozy zostały wyparte przez lokomotywy spalinowe.